# Synagoge (Neuwiller-lès-Saverne)

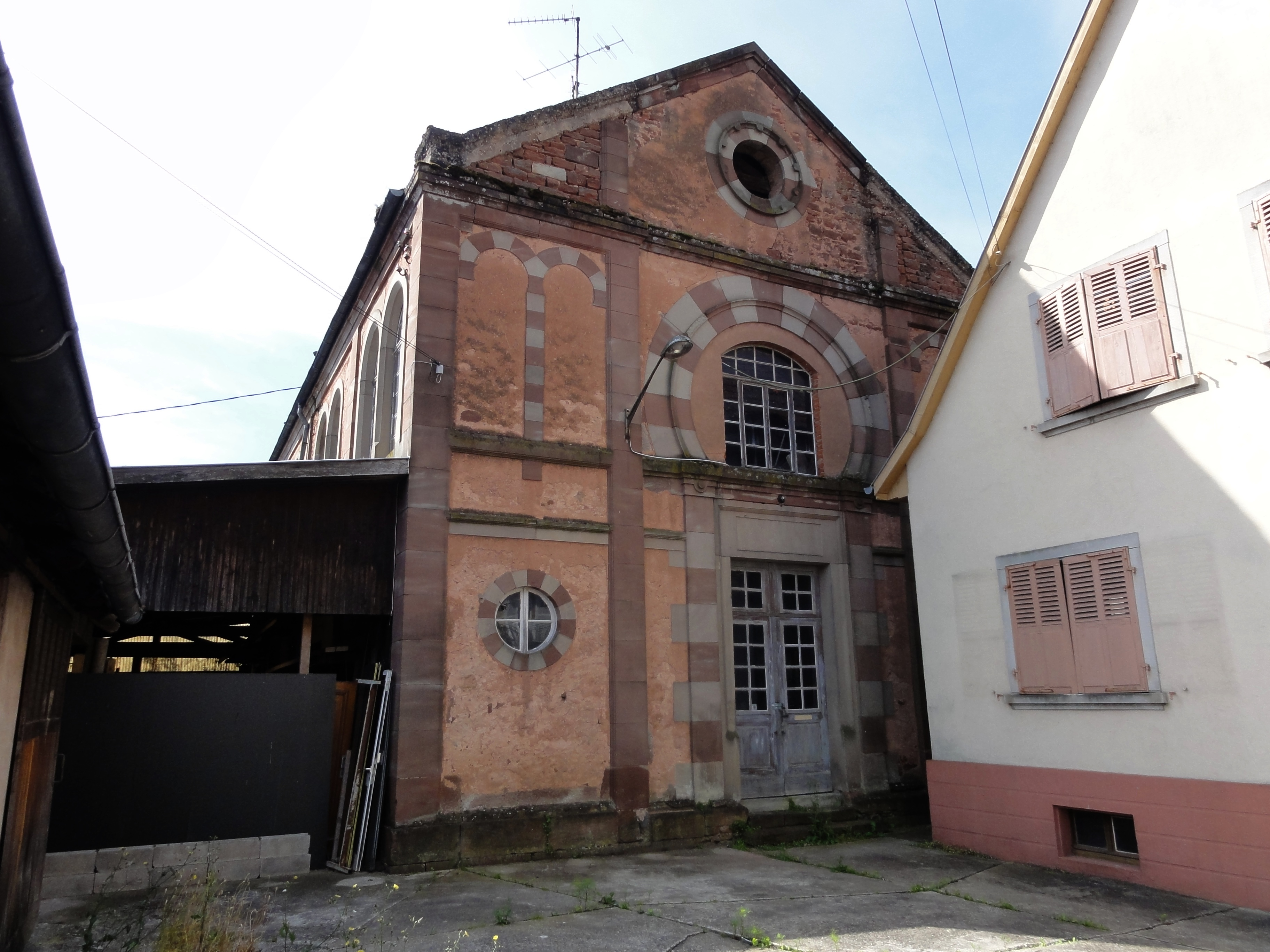
Synagoge in Neuwiller-lès-Saverne, 2015

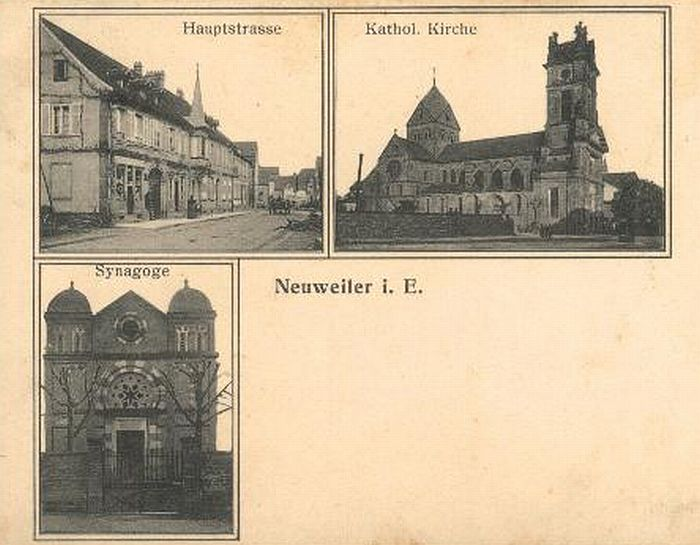
Ansichtskarte von Neuwiller-lès-Saverne mit Synagoge

Die Synagoge in Neuwiller-lès-Saverne, einer französischen Gemeinde im Département Bas-Rhin in der Region Grand Est, wurde 1875 errichtet. Die profanierte Synagoge befindet sich in der Faubourg du Maréchal-Clarke Nr. 5.
Die am 22. September 1875 eingeweihte Synagoge wurde nach Plänen des Architekten Louis Furst erbaut.
Bereits in den 1930er Jahren konnten keine Gottesdienste mehr abgehalten werden, da der Minjan nicht mehr zustande kam und die Synagoge wurde aufgegeben.
Nach 1945 wurde das Synagogengebäude umgebaut und als Werkstatt genutzt.